# Nicasio Velayos Velayos
Nicasio Velayos Velayos (* Cardeñosa, 14 de desembre de 1877 - † Àvila, 21 de juny de 1951) fou un advocat i polític espanyol.

## Biografia
Terratinent, va ser elegit diputat per Àvila a les eleccions de 1916, 1918 i 1923, al proclamar-se la Segona República Espanyola va tornar a obtenir aquest escó en les eleccions de 1931,  1933 i  1936 en les quals va participar com membre del Partit Agrari. Va ser ministre d'Agricultura en el govern que va presidir Alejandro Lerroux entre el 6 de maig i el 25 de setembre de 1935 i degà de la facultat de dret.